# Gunsbach
Gunsbach é uma comuna francesa na região administrativa de Grande Leste, no departamento Alto Reno. Estende-se por uma área de 6,17 km². Em 2010 a comuna tinha 909 habitantes (densidade: 147,3 hab./km²).